# مغامرات رنا
مغامرات رنا أو دكتور سلومب (باليابانية: Dr. スランプ) مانغا يابانية من تأليف ورسم أكيرا تورياما. اقتبست إلى مسلسل أنمي تحت اسم دكتور سلومب أرالي تشان (باليابانية: Dr.スランプ アラレちゃん) عرض لأول مره في 8 أبريل 1981 واستمر عرضه حتى 19 فبراير 1986 و تم إنتاج جزء ثانٍ منه لم تتم دبلجته تحت اسم دكتور سلومب (باليابانية: ドクタースランプ) عرض في 26 نوفمبر 1997 و استمر عرضه حتى 22 سبتمبر 1999.

## القصة
دكتور يدعى سنبي نوريماكي عالم بارع ويعيش في قرية صغيرة وريفية وتدعى قرية البطريق (باليابانية: ペンギン村) يعيش فيها البشر مع حيوانات شبيه بالبشر، وخطوط الإتصال بين هذه القرية وبقية اليابان معدومة تقريباً، الدكتور سنبي نوريماكي عالم غريب الأطوار يبدو عليه الغباء احياناً والأهم من ذلك إنه مضحك جداً. تبدأ القصة عندما يخترع نوريماكي في منزله روبوت (انسان آلي) مظهره مظهر فتاة في الثالثة عشرة من عمرها. هذه الفتاة الالية لها قوة هائلة وحيوية وسذاجة عجيبة. وقد أعطاها الدكتور اسم ارالي نوريماكي، وارالي هي الشخصية الرئيسية في القصة مع الدكتور نوريماكي. ويعيشون في قرية البطريق حيث تحدث فيها مواقف غريبة ومضحكة.

## الشخصيات
- ارالي نوريماكي (باليابانية: 則巻アラレ) أو رنا (بالدبلجة العربية)

مؤدي الصوت الياباني: مامي كوياما.
مؤدي الصوت العربي: إيمان حسين.
- سنبي نوريماكي (باليابانية: 則巻千兵衛) أو سامر (بالدبلجة العربية)

مؤدي الصوت الياباني: كينجي أوتسومي.
مؤدي الصوت العربي: علي ابراهيم.
- أكاني كيميدوري (باليابانية: 木緑 あかね)

مؤدي الصوت: هيروكو كونيشي.
- تارو سورامامي (باليابانية: 空豆タロウ)

مؤدي الصوت: توشيو فوروكاوا.
- بيسوك سورامامي (باليابانية: 空豆ピースケ)

مؤدي الصوت: ميغومي أوراوا.
- غاتشان (باليابانية: ガッちゃん)

مؤدي الصوت: كوميكو نيشيهارا.
- ميدوري يامابوكي (باليابانية: 山吹みどり)

مؤدي الصوت: يوكو ميناغوتشي.
- تسوكوتسون تسون (باليابانية: 摘突詰)

مؤدي الصوت: شيغيرو تشيبا.
- تسورورين تسون (باليابانية: 摘鶴燐)

مؤدي الصوت: يوكو ميتا
- أوبتشمان (باليابانية: オボッチャマン)

مؤدي الصوت: ميتسكو هوريه.
- توربو نوريماكي (باليابانية: 則巻ターボ)

مؤدي الصوت: يوكو ميتا.

## روابط خارجية
- الموقع الرسمي
 (باليابانية)
- Dr. Slump at توئيه أنميشن